# Мобільний маркетинг
Мобільний маркетинг — це ширше, аніж SMS-маркетинг, поняття, яке відноситься до сфери прямого маркетингу (direct marketing) і означає процес поширення маркетингової інформації на мобільні телефони та смартфони абонентів-споживачів не лише через текстові повідомлення (SMS), але і інші мобільні технології та, як правило, отримання від них зворотної реакції. До інструментарію мобільного маркетингу входять: короткі текстові повідомлення (SMS), мобільні сайти та програми (mobile apps), голосове автоматичне меню, доступне у тоновому режимі IVR (Interactive Voice Response), мультимедійні (фото, звук, відео) повідомлення MMS (Multimedia Message Service), локальний (до 10м) радіозв'язок між комунікаційними засобами (телефонами, ноутбуками і т. ін.) Bluetooth.

## Історія мобільного маркетингу
Мобільний маркетинг як комплекс акцій, заходів та кампаній, що здійснюється за допомогою мобільних пристроїв за допомогою стільникового зв'язку SMS (Short Message Service), для просування товарів і послуг набув популярності приблизно в 2000 році в Європі та Азії, а потім продовжив упровадження практично по всьому світу.
Передумовою до виникнення і популяризації цього каналу стало широке використання стільникового зв'язку населенням, а також те, що багато компаній набрали власні бази даних з телефонними номерами клієнтів.
Текстові повідомлення SMS розсилалися без згоди адресата на його мобільний телефон. Вони містили рекламу товарів, послуг, інформацію про знижки, акції і розпродажі. Зараз такі рекламні SMS-розсилки, які здійснюються без згоди одержувача, називаються спамом (spam), по аналогії з несанкціонованими розсилками на e-mail.
З 2002 року в мобільному маркетингу знаходять використання спеціальних «коротких номерів», дзвінків і SMS, які можуть використовуватися для взаємодії з клієнтом.
Обсяг ринку мобільної реклами за допомогою SMS в США оцінювався в $ 327 млн (2010 рік), і $ 443 млн (в 2011 році).
Одним з ключових критеріїв для проведення акцій мобільного маркетингу є згода абонента на отримання інформації або участь в акції. В Європі мобільні оператори вимагають надати абоненту можливість відписки від розсилки або припинення участі в акції в будь-який момент. Ці вимоги навіть включені в спеціальний «Звід рекомендацій для проведення акцій мобільного маркетингу», якого дотримуються маркетологи в США. Подібна згода може бути отримана, наприклад, при заповненні абонентом спеціальної анкети, в якій він вказує, що не виступає проти отримання рекламних повідомлень на свій телефон.
Зараз у світі основним інструментом для мобільного маректингу залишаються SMS та мобільні сайти, якими в Україні користується відповідно 90 % та 60 % абонентів. Хоча за останні кілька років активно почали розвиватися технології: мобільні програми (mobile apps), браузери доповненої реальності (Layar, Junaio) поширення яких серед абонентів в Україні сягає поки максиму 50 % (станом на 2018 рік). За оцінками агенції мобільного маркетингу LEAD9 ринок мобільного маркетингу в Україні у 2018 р. перевищив US $10 млн і сягне US $12 млн до кінця 2020 року.

## Механізми й технології мобільного маркетингу
Основними послугами з мобільного маркетингу є промоційні акції зі стимулювання продажу та підвищення лояльності споживачів, які часто поєднуються з такими інструментами як вебсайт та телефонна інфо лінія 0-800.
Мобільний маркетинг здійснюють головним чином три типи компаній:
- мобільні оператори своїми силами,
- агенції мобільного макретингу,
- контент-провайдери.

Перші створюють свої власні відділи маркетингових комунікацій, які, між іншим, організовують і акції з прямого маркетингу на мобільні телефони. Другі працюють спеціалізовано в галузі мобільної реклами та маркетингу і нічого іншого не роблять. Треті в основному продають розваги для мобільних телефонів (лого, мелодії, ігри, інколи, секс по телефону), крім цього час від часу працюють із рекламними кампаніями. Основа відмінностей між цими компаніями пояснена у статті за посиланням нижче.
Для поширення рекламної інформації через мобільні канали використовуються бази телефонних номерів, які отримують кількома шляхами:
- Законним — коли адресат сам дає згоду на розсилку йому рекламних SMS-повідомлень.
- Незаконним — коли відбувається розсилка спам-повідомлень. В Європі існують законодавчі бар'єри, що перешкоджають нав'язливій інтернет-рекламі і є кримінально караними.

Найчастіше телефонні бази формуються при покупках клієнтів, коли вони, оформляючи подарункові, накопичувальні і бонусні карти, підписують відповідні документи. Також широко використовуються короткі номери, на які клієнти телефонують і пишуть SMS, з метою отримання новин про знижки, акції, про проведення заходів, з метою отримати відповідь на питання та ін.
Цільова аудиторія часто лояльно ставиться до мобільного способу отримання інформації, тим більше, що з розвитком технологій збільшилася кількість каналів, які використовуються мобільним маркетингом.
Основні технології, які використовуються в мобільному маркетингу:
- голосові повідомлення;
- SMS-розсилки;
- MMS-розсилки. Являють собою текстові або мультимедійні повідомлення, з можливістю використовувати фото, відео, музику, посилання та ін .;
- wap, gprs, edge і інші технології, доступні для отримання інформації з інтернету з мобільного телефону;
- IVR — голосове меню, що дозволяє тому, хто зателефонував, спілкуючись з автоінформатором, отримати інформацію по питаннях, які цікавлять, зробити замовлення, дізнатися про акції, знижки, заходи, та ін.;
- технології для створення додатків під відповідні мобільні платформи (Android, iPhone, Windows Mobile і інші);
- ICB (Interactive Cell Broadcast) — розсилка інтерактивних (клікабельних) повідомлень-тізерів на всі абонентські термінали, що знаходяться в зоні дії базових станцій.
- ICB + (Salute) — технологічне рішення, що дозволяє, як і ICB, відправляти тизери на мобільні термінали абонентів. На відміну від інтерактивного мовлення, ICB + надає більш розвинені можливості персоналізації і таргетингу, тобто взаємодіє з окремими абонентами.

Головним завданням мобільного маркетингу продовжує залишатися залучення платоспроможного клієнта, зацікавленого в покупці товарів і послуг. Комплексне використання наявних технологій, розумне залучення і розробка нових каналів поширення рекламної інформації ведуть до успішного маркетингу, а, значить, до законного підвищення доходів компанії.

## SMS- і MMS-маркетинг
Один з найпоширеніших і найдієвіших способів просування товарів, надання послуг в мобільному маркетингу. SMS-маркетинг спирається на розсилку коротких текстових повідомлень за ініціативою споживача («pull» -маркетинг) або за ініціативою компанії-рекламодавця («push» -маркетинг). У першому варіанті споживач, зацікавлений рекламою в ЗМІ, першим відправляє повідомлення на короткий номер і отримує у відповідь рекламне повідомлення. Коли ж ініціатива відправки SMS-повідомлення належить рекламодавцю, відбувається розсилка інформації по базі даних телефонів клієнтів.
SMS-розсилки діляться на транзакційні, сервісні і рекламні. Перші два типи є реакцією на будь-яку дію, вчинену користувачем. Третій тип розсилається з ініціативи рекламодавця і в його інтересах.
- Транзакційні повідомлення — це повідомлення від банків і платіжних систем про пересування грошових коштів абонента (поповнення рахунку, списання, залишок і ін.).
- Сервісні sms — це sms, які повідомляють про будь-які зміни, як правило після здійсненої клієнтом активності. Наприклад, зміна статусу замовлення в інтернет-магазині (отримано, відправлено, доставлено), нарахування або списання бонусних балів, подача машини таксі, зміни в бронюванні та ін. Сервісні sms можуть носити попереджувальних характер, наприклад, нагадування про записи до лікаря або про наближення закінченні терміну страхового поліса.
- Рекламні повідомлення — sms, що відправляються з ініціативи рекламодавця в його інтересах і з метою просування будь-якого товару або послуги. Наприклад, інформація про знижки та спеціальні пропозиції, розпродажі або появу нових продуктів.

Важливо не плутати рекламні sms зі спамом. Вимоги законодавства зобов'язують організаторів sms-розсилок попередньо отримати згоду абонентів на отримання розсилок, однозначно ідентифікувати абонента і надати йому можливість відписатися від отримання розсилок надалі.
Застосування MMS-маркетингу (Multimedia messaging Service), тобто сервісу мультимедійних повідомлень, дозволяє підвищити ефективність відправленого повідомлення. Клієнт компанії бачить не тільки текстову складову, але і здатний почути звуковий супровід, побачити відео та фотографічні зображення. При використанні MMS-розсилок виникає ряд перешкод. Частина цільової аудиторії не підключає відповідну послугу стільникового оператора зв'язку, або їхній мобільний пристрій не підтримує її підключення. Часто за допомогою MMS-розсилок виробляються шахрайські дії, що впливає на насторожене ставлення одержувачів до подібних повідомлень. Все це знижує ефективність даного способу просування товарів і послуг.

## Мобільні додатки і маркетинг
Ринок мобільних пристроїв вже не обмежується телефонами, смартфонами, комунікаторами. Зараз це і iPad, і інтернет-планшети від Asus, Samsung та інших виробників. Відповідно, зростає кількість мобільних додатків (ігри, карти, програми та ін.) — програм, що встановлюються з різними цілями на мобільний пристрій. Вони містять можливість розміщення рекламної інформації з використанням інтерактивного медійного контенту.

## Психологія мобільного маркетингу
Мобільний маркетинг має дві основні мети — вибудовування взаємин з клієнтом і збільшення кількості продажів. Ці канали комунікації дають можливість донести інформацію безпосередньо клієнтові «в руки» і вартість контакту при цьому значно нижче, ніж зовнішня або друкована реклама.
Коли мобільний маркетинг існує і діє на законних умовах, пропонує одержувачам тільки актуальну інформацію та дозволяє купувати необхідні товари і послуги на привабливих умовах, тільки тоді досягається одна з основних цілей маркетингу — отримання доходу.
Тому маркетингова розсилка не повинна бути настирливою, простроченою, грубою та нецензурною.
Ключовими пунктами успіху мобільного маркетингу є:
- персоніфікованість повідомлень (SMS- і MMS-маркетинг);
- можливість легко відписатися від розсилки;
- грамотний і привабливий контент повідомлень;
- можливість інтерактивного доступу;
- та інші.